# Quán ngữ
Quán ngữ là tổ hợp từ cố định đã dùng lâu thành quen, nghĩa có thể suy ra từ nghĩa của các yếu tố hợp thành.

## Đặc điểm quán ngữ
Quán ngữ là một tổ hợp từ cố định được sản sinh trong quá trình giao tiếp. Vì thế nó mang theo tất cả những đặc điểm được thể hiện trong giao tiếp và chịu sự chế định từ các nhân tố của lời nói.
Như vậy từ ngữ trong ngôn ngữ vốn có tính chất linh hoạt, được sử dụng và kết hợp tự do, tuy nhiên vẫn có những quy tắc điều chỉnh nhất định, đồng thời có tính chất cố định tương đối, quán ngữ chính là các tổ hợp từ được kết hợp, đã trải qua quá trình sử dụng lâu dài thành thói quen, được định hình và có tính cố định tương đối. Chẳng hạn, quán ngữ "đùng một cái", thể hiện ý nghĩa diễn biến bất ngờ không lường trước được và có chiều hướng xấu, mọi người đều quen dùng với hình thức và ý nghĩa như vậy, không ai thay thế hay đảo lộn từ trong quán ngữ trên, cũng không ai dùng nó để thể hiện diễn biến bất ngờ với ý tích cực.
Quán ngữ bản chất là cụm từ (tổ hợp từ) bởi vậy nó có thể là bất cứ từ loại nào, đảm nhận nhiều vị trí, chức năng trong câu như các từ ngữ đơn thuần. Tuy nhiên do tính chất đặc biệt của mình, mà quán ngữ mang lại hiệu quả diễn đạt cao hơn, quán ngữ rất hay được dùng để đưa đẩy, rào đón, để nhấn mạnh hoặc để liên kết,... Ví dụ trong câu: "Đừng có mà lên lớp dạy đời!" dùng quán ngữ "lên lớp" và "dạy đời", sẽ có hiệu quả diễn đạt hơn hẳn câu có ý nghĩa tương đương nhưng dùng từ ngữ thông thường như: "Đừng có mà lúc nào cũng tỏ ra hiểu biết và luôn đi dạy bảo người khác phải làm gì!"
Việc phân loại quán ngữ đôi khi được nêu ra tùy thuộc vào mục đích nghiên cứu, phân loại, giải nghĩa,... với nhiều các phân loại khác nhau, từ nguồn gốc, hình thái, góc độ dụng học,...

## Phân biệt với thành ngữ
Điểm giống nhau giữa quán ngữ và thành ngữ là chúng đều là các tổ hợp từ cố định, tuy nhiên ý nghĩa thành ngữ thường đã thoát li khỏi ý nghĩa đơn thuần của các từ ngữ cấu tạo nên nó, (không thể giải thích đơn giản bằng nghĩa của các từ cấu tạo nên nó), thì ý nghĩa quán ngữ vẫn còn tương đối gắn với ý nghĩa của các từ tạo nên nó.
Một bộ phận tổ hợp từ cố định ổn định về cấu trúc và ý nghĩa hơn các quán ngữ rất nhiều, nhưng lại chưa có được ý nghĩa mang tính hình tượng như thành ngữ, tức là bộ phận trung gian của quán ngữ và thành ngữ đôi khi được gọi là "Ngữ cố định định danh". Chẳng hạn: Quân sư quạt mo, Anh hùng rơm, Con gái rượu, Tóc rễ tre, Mắt ốc nhồi, Má bánh đúc, Mũi dọc dừa,…